# Enzo Rosa
Enzo Rosa (ur. 24 kwietnia 1913 w Balzoli; zm. 20 lutego 1994 w Varazze) – włoski piłkarz, grający na pozycji napastnika.

## Kariera piłkarska
Wychowanek Juventusu, w barwach którego w 1931 rozpoczął karierę piłkarską i zdobył mistrzostwo Włoch. Następnie do 1942 roku grał w klubach Pavia, Atalanta, Biellese, Casale, Piacenza, Pinerolo i ponownie Casale.

## Sukcesy i odznaczenia

### Sukcesy klubowe
Juventus
- mistrz Włoch: 1930/31

Casale
- mistrz Serie C: 1937/38